# Gläserne Manufaktur
Gläserne Manufaktur är Volkswagens monteringsfabrik i centrala Dresden. I fabriken tillverkas Volkswagen Phaeton men även Bentley-modeller har i mindre omfattning satts samman i fabriken. Namnet Gläserne Manufaktur kommer från byggnadens glasfasad och besökare i huset kan se tillverkningen genom stora glasfönster. I huset finns även evenemangsutrymmen och en restaurang. Tillverkningen startade 2002. Fabrikens utformning och placering har lett till flera speciallösningar, bland annat sker transporter till fabriken med en transportspårvagn (CarGoTram). Karossering och lackering sker i Zwickau.
- Arkitekt: HENN Architekten
- Tomtareal: 83 000 m²
- Trädgårdsanläggning: 24 000 m²
- Produktionsareal: 55 000 m²
- Fönsterareal: 27 500 m²